# 箕面とどろみインターチェンジ

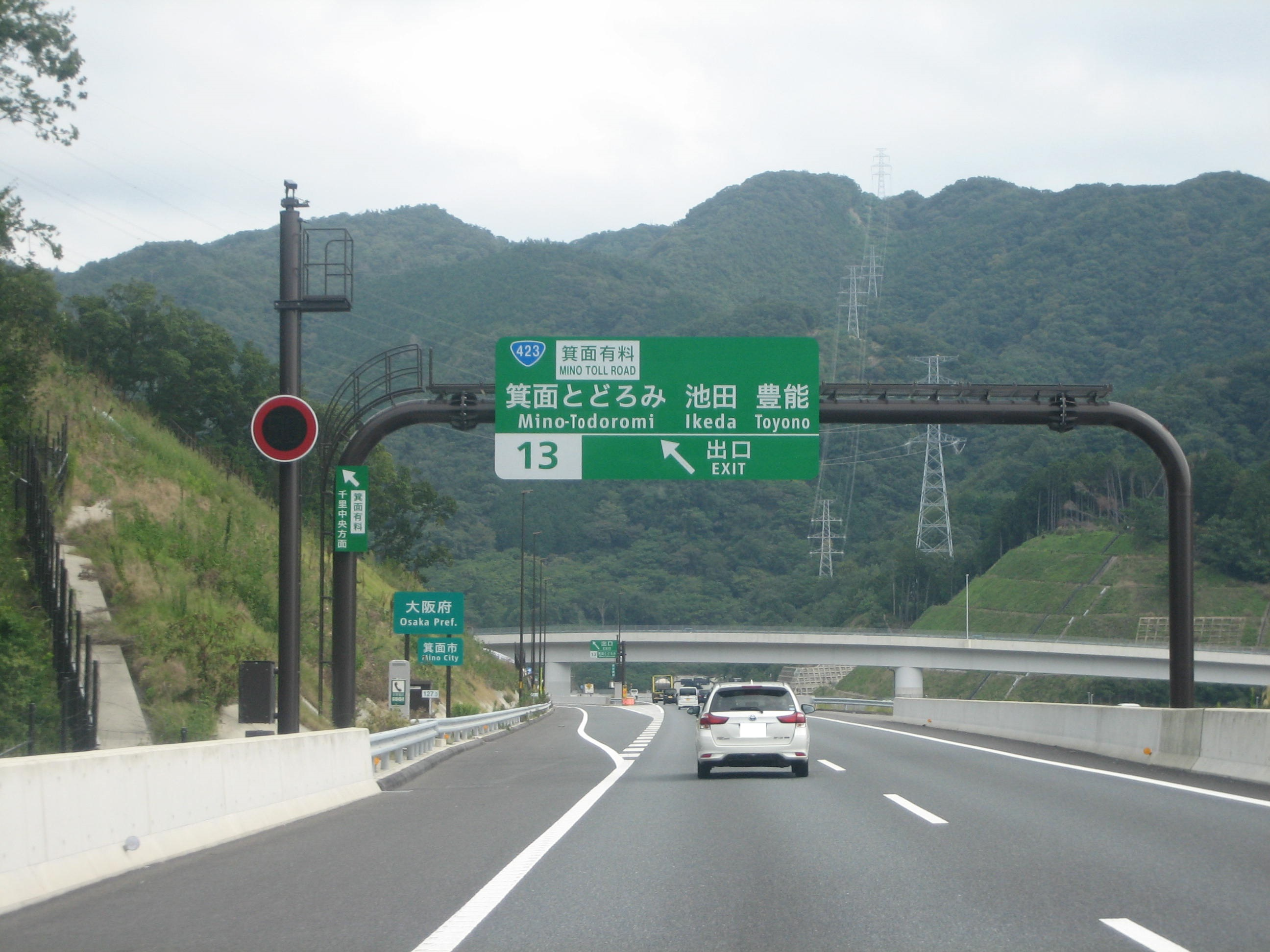
箕面とどろみIC出口

箕面とどろみインターチェンジ（みのおとどろみインターチェンジ）は、大阪府箕面市にある新名神高速道路のインターチェンジである。箕面有料道路（自動車専用道路）とのジャンクションの機能を兼ねる。

## 歴史
- 2017年（平成29年）
  - 9月1日 : IC名称が「箕面IC（仮称）」から「箕面とどろみIC」に正式決定[1]。とどろみは漢字では止々呂美と書き、箕面市の北部の地名である。
  - 12月10日 : 高槻JCT/IC - 川西IC間開通に伴い、供用開始[2]。
- 2025年（令和7年）3月4日 : 料金所がETC専用になる[3]。

## 接続する道路
- 国道423号
- 箕面有料道路

## 料金所
- ブース数：4

### 入口
- ブース数：2
  - ETC/サポート：2

### 出口
- ブース数：2
  - ETC専用：1
  - ETC/サポート：1

※箕面有料道路入口併設
- ブース数：2
  - ETC専用：1
  - ETC/一般：1

## 隣
E1A 新名神高速道路
(12)茨木千提寺IC/PA - (13)箕面とどろみIC - (14)川西IC
箕面有料道路
箕面市萱野 - 箕面グリーンロードトンネル - 箕面IC